# Medida Plancherel
Em matemática, a medida Plancherel é uma medida definida sobre o conjunto de representações irredutíveis unitárias de um grupo localmente compacto {\displaystyle G}, que descreve como a representação regular se fragmenta em representações unitárias irredutíveis. Em alguns casos, o termo medida Plancherel é aplicado especificamente no contexto do grupo {\displaystyle G} sendo o grupo simétrico finito {\displaystyle S_{n}}. É nomeado em homenagem ao matemático Suíço Michel Plancherel por seu trabalho na representação teoria.

## Definição para grupos finitos
Deixe {\displaystyle G} ser um grupo finito, denotamos o conjunto de suas representações irredutíveis por {\displaystyle G^{\wedge }}. A correspondente medida Plancherel sobre o conjunto {\displaystyle G^{\wedge }} é definida por
{\displaystyle \mu (\pi )={\frac {(\mathrm {dim} \,\pi )^{2}}{|G|}},}
onde {\displaystyle \pi \in G^{\wedge }}e {\displaystyle \mathrm {dim} \pi } denota a dimensão da representação irredutível {\displaystyle \pi }. 

## Definição no grupo simétricoSn{\displaystyle S_{n}}
Um importante caso especial é o caso do grupo simétrico (finito) {\displaystyle S_{n}}, onde {\displaystyle n} é um número inteiro positivo. Para este grupo, o conjunto de {\displaystyle S_{n}^{\wedge }} de representações  irredutíveis é uma natural bijectivação com o conjunto de partições inteiras {\displaystyle n}. Para uma representação irredutível associado a um número inteiro de partição {\displaystyle \lambda }, a sua dimensão é conhecida por ser igual a {\displaystyle f^{\lambda }}o número do padrão do Diagrama de Young de forma {\displaystyle \lambda }e , por isso, neste caso a medida Plancherel é muitas vezes considerada como uma medida sobre o conjunto de partições de inteiros de ordem n, dada por
{\displaystyle \mu (\lambda )={\frac {(f^{\lambda })^{2}}{n!}}.} 
O fato de que as probabilidades somam até 1 resultam da combinatória de identidade 
{\displaystyle \sum _{\lambda \vdash n}(f^{\lambda })^{2}=n!,}
o que corresponde a natureza bijective da correspondência de Robinson–Schensted .

## Grupos de Lie semi-simples
A medida  Plancherel para os grupos de Lie semi-simples, foi encontrada por Harish-Chandra. O suporte é o conjunto de representações temperadas, e, em particular, nem todas as representações unitárias precisam ocorrer no suporte.